# 路易-拿破崙 (法國皇儲)
拿破崙四世，即拿破仑·欧仁·路易·让·约瑟夫·波拿巴（Napoléon Eugène Louis Jean Joseph Bonaparte；1856年3月16日—1879年6月1日），是法兰西第二帝国拿破仑三世与其妻歐仁妮皇后的独生子，是法国皇太子，也被称为“拿破仑四世”。

## 生平
在普法战争爆发初期，欧仁陪伴他的父亲拿破仑三世到前线，在萨尔布吕肯与普军正面交锋。不过，随着法军屡见败绩，欧仁逃离法国，与母亲一起到达英国英格兰肯特郡的奇斯尔赫斯特。他父亲在1873年于该地去世后，波拿巴主义者宣称欧仁为“拿破仑四世”。流亡英国期间，英国王室曾考虑他与英国女王维多利亚的最幼女比阿特丽丝公主的婚事。
欧仁后来就任英军的军官，并自愿到祖鲁出征。在侦察期间，他被祖鲁人突袭并刺死。证据显示他生前曾以左轮手枪反抗，直到弹药耗尽。他的死讯令法國震惊，他與祖國的軍事聯繫上溝通不好，因為他是波拿巴家族恢复王朝的最后希望。祖鲁人后来宣称如果当时他有表現出他是法國皇室，就不会杀了他。之后一度有传言沸沸扬扬，暗指英国女王维多利亚故意安排了欧仁的这场意外，理由是与祖鲁武士遭遇时，陆军少尉凯里和他的部下距离欧仁仅有50码远，但却一枪未发撤回营地。
欧仁严重腐烂的尸体最后被运返英国，在奇斯尔赫斯特下葬。后来，尸体被转移到其母亲下令在英国汉普郡建造的陵墓，与父亲同葬。在欧仁去世之前，欧仁指定由堂弟维克托继任为波拿巴家族之主，却不是维克托之父亲、欧仁之叔父热罗姆。
小行星卫星“小王子”在1998年被发现。它的名字最初为小说《小王子》而设，后来也用来纪念欧仁，因为它围绕的正是根据欧仁的母亲命名的小行星45（45欧仁妮）。

## 称号
- 皇儲殿下（1856年—1870年）
- 法蘭西皇儲殿下路易拿破崙（1870年—1873年）
- 拿破崙皇儲殿下，法蘭西皇室首長（1873年—1879年）

## 其他阅读材料
- Ellen Barlee, Life of Napoleon, Prince Imperial of France, (London, 1889)
- M. d'Hérrison, Le prince impérial, (Paris, 1890)
- André Martinet, Le prince impérial, (Paris, 1895)
- R. Minon, Les derniers jours du prince impérial sur le continent, (Paris, 1900)
- Ernest Barthez, Empress Eugenie and her Circle, (New York, 1913)

## 參閱
- 法國王位繼承人